# Alan Cole
Alan Cole est un footballeur international jamaïcain, né le 14 octobre 1950 à Kingston. Surnommé Skill ou Skilly, il est le premier jamaïcain à avoir évolué dans le Championnat du Brésil et le plus jeune joueur à avoir évolué sous le maillot jamaïcain.
Après sa carrière professionnelle, il devient un compagnon de route de Bob Marley.

## Biographie
Alan « Skill » Cole rejoint à 15 ans le club de Vere Technical et inscrit 38 buts dans la daCosta Cup. Il devient ensuite le plus jeune joueur sélectionné en équipe de Jamaïque,. Milieu de terrain offensif comparé par ses compatriotes à Pelé, Il joue ensuite dans le championnat américain NASL à Atlanta Chiefs mais son expérience dans ce club est brève. De retour en Jamaïque, il évolue au Real Mona puis au Boys' Town FC puis rejoint le Championnat brésilien en signant au Náutico Capibaribe. Il reste peu de temps dans ce club car les dirigeants veulent qu'il coupe ses dreadlocks. Il retourne alors en Jamaïque où il remporte avec le FC Santos trois titres de champion et avec qui il bat en match amical le Cosmos de New York de Pelé au Independence Park.
Rastafari, il rejoint l’Éthiopie dans les années 1970 où il entraîne l'équipe d’Éthiopie Airlines. Compagnon de Bob Marley dont il est l'entraîneur et le confident, il lui inspire la chanson War sur l'album Rastaman Vibration, il est son Road manager sur sa dernière tournée.
En 2007, il est condamné pour trafic de drogue à 18 mois de prison, sa peine est annulée le 8 octobre 2010 et transformée en une amende de 330 000 dollars jamaïcain.
Le 26 septembre 2010, il reçoit des mains du président de la FIFA, Sepp Blatter, un prix récompensant son action dans le football jamaïcain.